# تیم پریس
تیم پریس (انگلیسی: Tim Preece؛ زادهٔ ۵ اوت ۱۹۳۸) بازیگر اهل بریتانیا است.
از فیلم‌ها یا برنامه‌های تلویزیونی که وی در آن نقش داشته‌است، می‌توان به سایه‌نویس، ونیتی فر، الیزابت: دوران طلایی، پوآرو، بازرس فویل، دکتر هو و یک بیمار برجسته اشاره کرد.